# Pierre Viansson-Ponté
Pierre Viansson-Ponté (Clisson, 2 augustus 1920 - Parijs, 7 mei 1979) was een Frans journalist.

## Levensloop
Viansson-Ponté volbracht zijn middelbare studies in een jezuïetencollege. In 1940 was hij militair bij de pantsertroepen en nadien was hij actief in het Verzet.
Na het diploma van doctor in de rechten te hebben behaald, was hij van 1945 tot 1952 journalist bij de Agence France Press, belast met binnenlands nieuws. Hij was een van de stichters van het weekblad L'Express en werd van 1953 tot 1958 hoofdredacteur van het blad.
Vanaf 1958 werd hij journalist bij Le Monde en vervulde er verschillende functies: hoofd van de politieke afdeling (1958), adjunct-hoofdredacteur (1969), consulent bij de redactie (1972). Hij kreeg bekendheid door de heldere commentaren die hij gaf op binnen- en buitenlandse politieke gebeurtenissen.
Op 15 maart 1968 schreef hij het beroemd geworden artikel Frankrijk verveelt zich, dat de gebeurtenissen van mei 68 in zekere mate aankondigde. Toen hij in de herfst van 1968 schreef over de affaire Markovic, waarbij door middel van een verzonnen schandaal het presidentieel paar Pompidou werd aangevallen om de presidentsambities van Georges Pompidou te kortwieken, schreef hij De vijand is nabij, in de schaduw verscholen, suggererend dat die vijanden te zoeken waren onder de machthebbers van het ogenblik, partijgenoten van Pompidou.
Zijn laatste artikel verscheen in het nummer van Le Monde dat ook zijn dood aankondigde. Hij werd begroet als een van de grote vertegenwoordigers van de Franse pers.
Pierre Viansson-Ponté was gemeenteraadslid in Bazoches-sur-Guyonne (Yvelines) en doceerde aan de Sorbonne.

## Publicaties
- Risques et Chances de la Ve République, Parijs, Plon, 1959
- Les Gaullistes, Rituel et annuaire, Parijs, Le Seuil, 1963
- Les Politiques, Parijs, Calmann-Lévy, 1966
- Après de Gaulle, qui ?, Parijs, Le Seuil, 1968. In dit boek gaf hij merkwaardige portretten van 
  - de pretendenten: Georges Pompidou, François Mitterrand en Valéry Giscard d'Estaing,
  - de suppleanten: Michel Debré, Alain Peyrefitte, Jacques Chaban-Delmas, Edgar Faure, Jean Lecanuet, Gaston Defferre
  - een dertigtal anderen die hij omschreef als alchemisten, apparatchiks en jonge welpen.
- Histoire de la République gaullienne, Parijs, Fayard 1971. Voor dit boek kreeg hij de Prix Aujourd'hui
- Lettre ouverte aux hommes politiques, Parijs, Albin Michel, 1976
- Changer la mort, samen met professor Leon Schwartzenberg, Parijs, Albin Michel, 1977